# Chaptalia
Chaptalia (рус. Шапталия) — род многолетних цветковых растений, входящий в трибу Mutisieae семейства Астровые (Asteraceae). Включает около 60 видов.

## Название

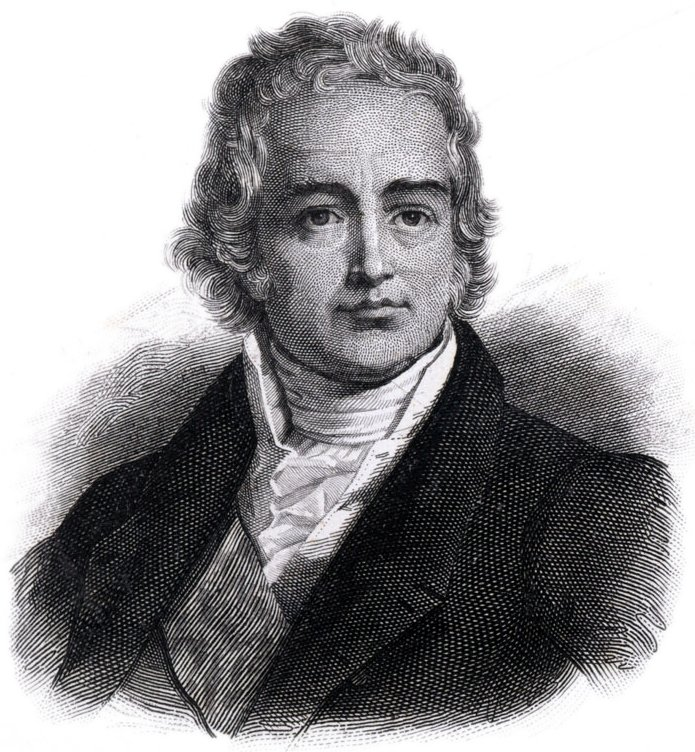
Жан-Антуан Шапталь

Род Chaptalia был назван Этьеном Пьером Вантена в честь французского химика Жана-Антуана Шапталя (1756—1832), впервые использовавшего шаптализацию — метод повышения содержания алкоголя в вине.

## Ботаническое описание
Представители рода — многолетние травянистые растения. Листья собраны в прикорневую розетку, на черешках или сидячие, простые или перисто-рассечённые, обычно продолговато-яйцевидной формы, с ровным или пильчатым краем. Обе поверхности листьев сильно опушённые, верхняя поверхность с возрастом становится почти гладкой.
Цветки собраны в одиночные, обычно прямостоячие корзинки. Обёртка соцветия колокольчатой или цилиндрической формы. Крайние цветки обычно двугубые, пестичные, язычковые, беловатого или сиреневатого цвета. Срединные цветки также пестичные, неясно двугубые. Центральные цветки тычиночные или обоеполые, двугубые, реже актиноморфные, с беловатым или розоватым венчиком.
Плоды веретеновидной формы, уплощённые, ребристые, гладкие или покрытые многочисленными короткими волосками, с обычно розоватым хохолком.

## Ареал
Виды Chaptalia произрастают в Новом Свете — от Северной Америки на севере, где встречаются всего три вида, до Аргентины на юге.

## Таксономия
|  |                                      |  |                                                       |                                                       |                    |  | ещё 12 семейств (согласно Системе APG II) |                      |                      |                |
|  |                                      |  |                                                       |                                                       |                    |  |                                           |                      |                      | около 60 видов |
|  |                                      |  |                                                       | порядок Астроцветные                                  |                    |  |                                           |                      | род Chaptalia        |                |
|  |                                      |  |                                                       | порядок Астроцветные                                  |                    |  |                                           |                      | род Chaptalia        |                |
|  | отдел Цветковые, или Покрытосеменные |  |                                                       |                                                       | семейство Астровые |  |                                           |                      |                      |                |
|  | отдел Цветковые, или Покрытосеменные |  |                                                       |                                                       |                    |  |                                           |                      |                      |                |
|  |                                      |  | ещё 44 порядка цветковых растений (по Системе APG II) | ещё 44 порядка цветковых растений (по Системе APG II) |                    |  |                                           | ещё более 1760 родов | ещё более 1760 родов |                |
|  |                                      |  |                                                       | ещё 44 порядка цветковых растений (по Системе APG II) |                    |  |                                           |                      | ещё более 1760 родов |                |

### Синонимы
- Leria DC., 1812
- Lieberkuhna Cass., 1823
- Loxodon Cass., 1823
- Oxydon Less., 1830
- Thyrsanthema Neck. ex Kuntze, 1891

### Виды
- Chaptalia albicans (Sw.) Vent. ex B.D.Jacks., 1893
- Chaptalia angustata Urb., 1912
- Chaptalia anisobasis S.F.Blake, 1935
- Chaptalia araneosa Casar., 1841
- Chaptalia arechavaletae Hieron., 1904
- Chaptalia azuensis Urb. & Ekman, 1931
- Chaptalia callacallensis Cuatrec., 1985
- Chaptalia chapadensis D.J.N.Hind, 2000
- Chaptalia cipoensis Roque, 2005
- Chaptalia comptonioides Britton & P.Wilson, 1920
- Chaptalia cordata Hieron., 1896
- Chaptalia cordifolia (Baker) Cabrera, 1973
- Chaptalia crassiuscula Urb., 1925
- Chaptalia crispata Urb. & Ekman, 1931
- Chaptalia dentata (L.) Cass., 1823
- Chaptalia denticellata Urb. & Ekman, 1931
- Chaptalia denticulata (Baker) Zardini, 1975
- Chaptalia dolichopoda Urb. & Ekman, 1931
- Chaptalia eggersii Urb., 1903
- Chaptalia ekmanii Urb., 1925
- Chaptalia estribensis G.L.Nesom, 1995
- Chaptalia exscapa (Pers.) Baker, 1884
- Chaptalia flavicans Urb. & Ekman, 1931
- Chaptalia graminifolia Cabrera, 1973
- Chaptalia hermogenis M.D.Moraes, 1998
- Chaptalia hidalgoensis L.Cabrera & G.L.Nesom, 2003
- Chaptalia hintonii Bullock, 1937
- Chaptalia hololeuca Greene, 1906
- Chaptalia ignota Burkart, 1932
- Chaptalia incana Cuatrec., 1961
- Chaptalia integerrima (Vell.) Burkart, 1944
- Chaptalia isernina Cuatrec., 1935
- Chaptalia latipes Urb. & Ekman, 1931
- Chaptalia leptophylla Urb., 1925
- Chaptalia lyratifolia Burkart, 1944
- Chaptalia madrensis G.L.Nesom, 1995
- Chaptalia malcabalensis Cuatrec., 1965
- Chaptalia mandonii Sch.Bip. ex Burkart, 1944
- Chaptalia martii (Baker) Zardini, 1975
- Chaptalia media (Griseb.) Urb., 1903
- Chaptalia membranacea Urb., 1903
- Chaptalia meridensis S.F.Blake, 1924
- Chaptalia modesta Burkart, 1932
- Chaptalia montana Britton, 1923
- Chaptalia mornicola Urb. & Ekman, 1931
- Chaptalia nipensis Urb., 1925
- Chaptalia nutans (L.) Polák, 1877
- Chaptalia oblonga D.Don, 1830
- Chaptalia paramensis Cuatrec., 1961
- Chaptalia piloselloides (Vahl) Baker, 1884
- Chaptalia pringlei Greene, 1906
- Chaptalia pumila (Sw.) Urb., 1903
- Chaptalia rocana Britton & P.Wilson, 1920
- Chaptalia rotundifolia D.Don, 1830
- Chaptalia runcinata Kunth, 1820
- Chaptalia semiflosculare (Walter) B.L.Rob., 1910
- Chaptalia shaferi Britton & P.Wilson, 1920
- Chaptalia similis R.E.Fr., 1905
- Chaptalia sinuata (Less.) Vent. ex Steud., 1840
- Chaptalia spathulata (D.Don) Hemsl., 1881
- Chaptalia stenocephala (Griseb.) Urb., 1903
- Chaptalia stuebelii Hieron., 1896
- Chaptalia texana Greene, 1906
- Chaptalia tomentosa Vent., 1802
- Chaptalia transiliens G.L.Nesom, 1984
- Chaptalia turquinensis Borhidi & O.Muñiz, 1972
- Chaptalia undulata Urb. & Ekman, 1931
- Chaptalia vegaensis Urb. & Ekman, 1931